# Stephy Mavididi
Stephy Alvaro Mavididi, född 31 maj 1998, är en engelsk fotbollsspelare som spelar för Leicester City.

## Karriär
I augusti 2018 värvades Mavididi av Juventus. Mavididi spelade främst för klubbens U23-lag i Serie C under säsongen 2018/2019, där han gjorde sex mål på 32 ligamatcher. Mavididi gjorde dock sin Serie A-debut för Juventus den 13 april 2019 i en 2–1-förlust mot SPAL. Den 29 augusti 2019 lånades han ut till franska Dijon på ett låneavtal över säsongen 2019/2020.
Den 2 juli 2020 värvades Mavididi av Montpellier. Den 31 juli 2023 skrev han på ett femårskontrakt med Leicester City.